# Turano (rzeka)
Turano − rzeka we Włoszech, na Półwyspie Apenińskim, dopływ Velino.